# Β-丙氨酸
β-丙氨酸（英語： 或 ，IUPAC名：3-氨基丙酸，3-aminopropanoic acid）是一种天然的β-氨基酸，也可看做是氨基位于末端的Ω-氨基酸，而没有手性碳原子，在体内是尿嘧啶的代谢产物，由3-脲基丙酸转化而来。